# Николаус фон Халем
Николаус фон Халем (на немски: Nikolaus von Halem) е германски юрист и борец от съпротивата, участвал в опита за убийство на фюрера Адолф Хитлер от 20 юли 1944 г.

## Биография

### Произход и младежки години
Халем е роден в Швец в Западна Прусия (днешен Швече, Полша). Той е четвъртото дете на Густав Адолф фон Халем (1870-1932), пруски окръжен администратор, и съпругата му Херта фон Халем (1879-1957). По време на Първата световна война семейството се премества в Берлин.
Като дете Халем е първоначално е с частни учители вкъщи, а по-късно посещава гимназия в Швец. След като семейството му се премества в Берлин, посещава протестантското манастирно училище в Рослебен, Тюрингия. След като завършва гимназия, през март 1922 г. изучава право в университетите в Гьотинген, Лайпциг, Мюнхен и Хайделберг. По време следването в университета той е част от студентското братство на корпуса „Саксо-Борусия“ в Хайделберг, но е изключен заради обвинение в противообществени пиянски прояви.
От 1931 г. се занимава с юридическата си практика. През същата година се жени за Мари Гарбе, с която имат двама сина.

### Участие в политиката
След изучаването си Халем първоначално се присъединява към крайнодесните паравоенни части на Черния Райхсвер и се включва в Бирения пуч на Адолф Хитлер и похода на нацистите в Мюнхен на 9 ноември 1923 г. По-късно обаче той се дистанцира от нацистката партия. От 1930 г. той става активен в консервативните католически кръгове около Карл фон Йорданс в Берлин, чиято цел е да държи нацисткото движение далеч от властта. Чрез тези групи и юридическото си обучение той установява тесни контакти с други противници на нацистите като Карл Лудвиг Фрайер фон унд цу Гутенберг и Хенинг фон Тресков.
Няколко месеца след назначаването на Адолф Хитлер за канцлер на Германия и изкачването на нацистите на власт през януари 1933 г. Халем напуска правния си стаж, за да не се налага да се закълне във вярност към Хитлер. До 1935 г. под влияние на Ернст Никиш и Карл Йордан Халем вече заключава, че убийството на Хитлер е политическа необходимост да се предотврати катастрофа.
През 1936 г. Халем служи на комисаря по цените на Райха Карл Фридрих Гьорделер, който скоро след това е заменен от Йозеф Вагнер. До 1938 г. Халем действа като връзка със своя приятел Вилхелм фон Кетлер от антинацистките групи в Австрия. Плановете на Хитлер за анексиране на Австрия разстройват Халем, докато Кетлер се съгласява да убие диктатора по време на германската инвазия. Според брат си Халем пътува в Чехословакия по време на Аншлуса през март 1938 г., за да не бъде арестуван от Гестапо.
През 1940 г. Халем заема водеща позиция в управлението на имоти на своя приятел Хуберт фон Балстрем. Тази дейност му служи добре като фасада, за да прикрие дейността си по планиране на убийството. Той прави много бизнес пътувания в чужбина и ги използва, за да се свърже с антинацистки групи в Англия и други страни.

### Планове за убийството
Още през 1934 г., когато е Нощта на дългите ножове, Халем участва в заговор за убийството на Хитлер заедно с Йозеф Рьомер, бивш член на Фрайкорпс като него, което води до арест и затвор за Рьомер в концентрационния лагер Дахау до 1939 г. При нашествието на Полша двамата решават, че войната на Хитлер е „пълна лудост“ и виждат необходимостта да убият Хитлер и да се елиминира нацисткото управление. Халем предлага на Йозеф Рьомер пари, за да намери и наеме убиец, който може да елиминира Хитлер, като го застреля или използва граната.
През 1941 г. Халем прекъсва контакт с Рьомер, който решава да продължи с плана, но все още се колебае да действа. В началото на 1942 г. Рьомер е арестуван от нацистката полиция, а при мъченията разкрива за убийството. Халем е арестуван на 26 февруари 1942 г. от Гестапо и претърпява изтезания през редица затвори и концентрационни лагери, включително Захсенхаузен, но не разкрива нито един от своите съучастници. През юни 1944 г., малко преди опита за преврат от 20 юли 1944 г., Народна съдебна палата обвинява Халем за заговор, че е извършил предателство и подкопава военните действия. Той е осъден на смърт и екзекутиран с гилотина в затвора Бранденбург-Гьорден на 9 октомври 1944 г.

### Почит
В близост до затвора Пльоцензе в Берлин, улицата е наречена Халемвег през 1957 г.